# 蓋薩里克
盖萨里克（Gaiseric，约389年—477年1月25日），其名意为“矛之王”，汪达尔人和阿兰人领袖（428年－477年在位），北非的征服者。

## 生平
盖萨里克据推测于389年出生于巴拉顿湖一带（今属匈牙利），为阿斯丁汪达尔领袖戈德吉赛尔（Godigisel）的私生子。406年，戈德吉赛尔战死，盖萨里克之兄贡德里克成为阿斯丁汪达尔人的领袖，率领阿斯丁汪达尔人渡过莱茵河，进入罗马帝国属下的高卢。不久，贡德里克又率部众越过比利牛斯山脉，进入西班牙。由于受到苏维汇人的压迫，贡德里克南退到今日安达卢西亚一带，收服了锡林汪达尔和阿兰人。

### 汪达尔君主
428年，贡德里克在与西哥特人的作战中逝世，盖萨里克继承其位。次年，趁罗马北非总督博尼法休斯与罗马本土不和之机，盖萨里克率全族约80000人入侵北非，征服了今日摩洛哥和阿尔及利亚的海岸区域。430年，罗马皇帝瓦伦提尼安三世承认盖萨里克为所征服的土地之王。
439年，盖萨里克乘机兵不血刃地夺取了迦太基。此后，盖萨里克建立了一支强大的舰队，掌握了西地中海地区的制海权。他曾洗劫罗马城等沿海城市。455年，他接受西罗马帝国皇后也是瓦伦提尼安三世遗孀尤多克西亚的求助，推翻皇帝佩特罗尼乌斯·马克西穆斯，劫掠罗马，并将尤多克西亚和她的两个女儿尤多西亚、普拉西迪亚带回迦太基软禁。462年，东罗马帝国皇帝利奥一世巨资赎回了尤多克西亚和普拉西迪亚，而尤多西亚已约在460年嫁给了盖萨里克的儿子胡内里克，故没有和母妹一同离开。盖萨里克曾在海战中击败东罗马帝国，474年，携胜利之威与拜占庭签订了和约。

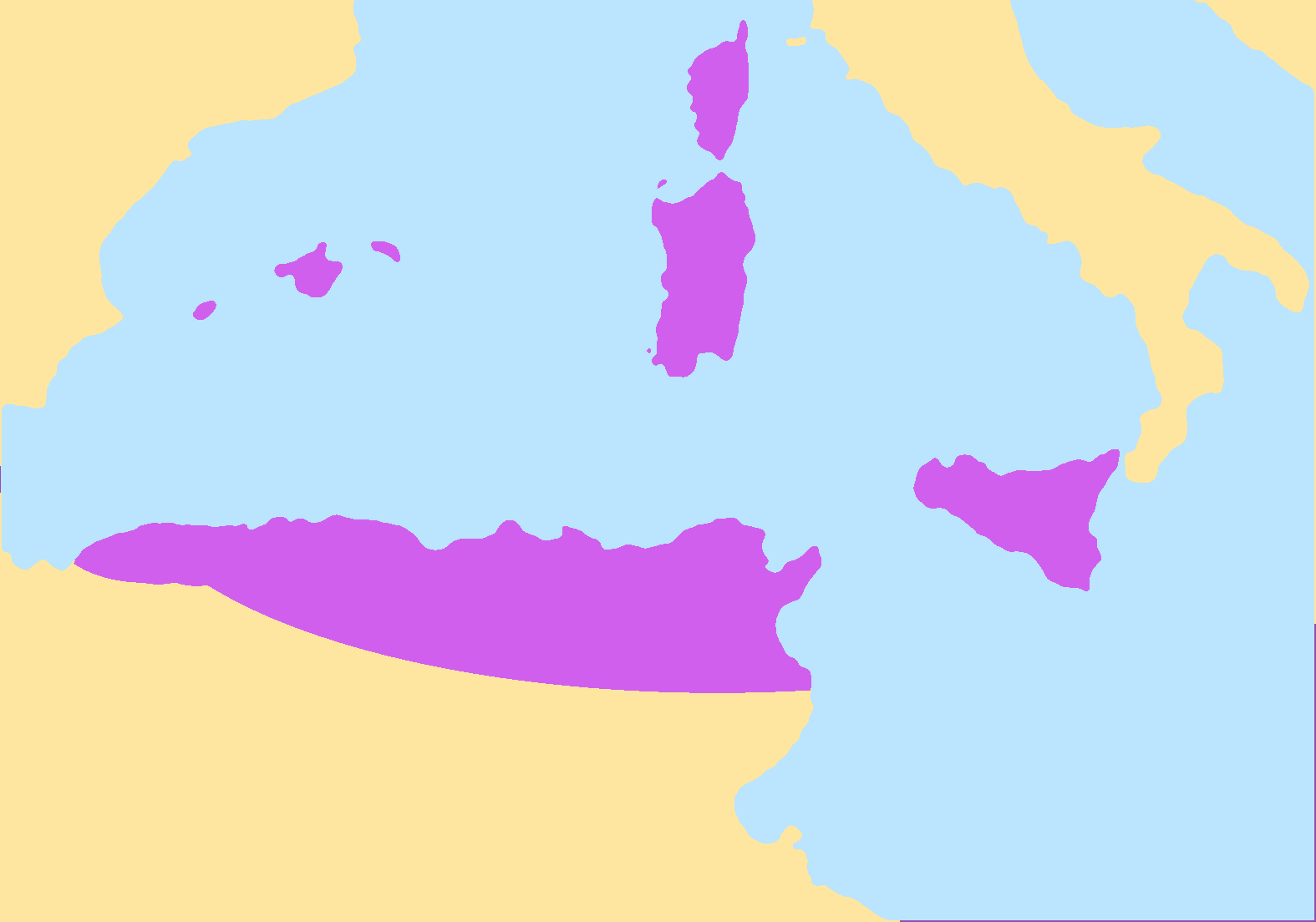
汪达尔王国疆域最大时期（约470年-476年）

477年，盖萨里克逝世于迦太基。